# Catedral de Huánuco
La Catedral de Huánuco (también conocida como Catedral del Señor de Burgos) es el nombre que recibe un edificio religioso afiliado a la Iglesia católica localizado en Huánuco en el departamento y provincia del mismo nombre parte del país sudamericano de Perú.
El templo sigue el rito romano o latino y es la iglesia madre de la diócesis de Huánuco (''Dioecesis Huanucensis'') que fue creada en 1865 mediante la bula Singulari animi Nostri del papa Pío IX. El edificio original fue construido en 1618. En 1965 fue demolida. La nueva catedral fue construida por el arquitecto suizo Christian Tgetgel, Tgetgel Reiser Asociados Arquitectos, Lima.
Esta bajo la responsabiidad pastoral del obispo Pedro Alberto Bustamante López.